# Rallye Elfenbeinküste
Die Rallye Elfenbeinküste oder Rallye Côte d’Ivoire (ursprünglich Rallye Bandama, später Rallye Bandama Côte d’Ivoire bzw. Rallye Côte d’Ivoire Bandama) war ein in der Elfenbeinküste ausgetragener Lauf zur Rallye-Weltmeisterschaft. Von 1978 bis 1981 war sie Teil der Hersteller- und Fahrerwertung, 1977 und von 1982 bis 1992 zählte sie einzig zur Fahrer-Weltmeisterschaft.
Wie andere Rallyes auf dem afrikanischen Kontinent war auch die Rallye Elfenbeinküste bekannt für die hohe Ausfallrate unter den Teilnehmern und die großen körperlichen Anstrengungen, die sie den Fahrern abverlangte.

## Gesamtsieger
| Jahr   | Rallye                    | Fahrer                                | Co-Pilot                              | Auto                                  |
| ------ | ------------------------- | ------------------------------------- | ------------------------------------- | ------------------------------------- |
| 1971 1 | 03. Rallye Elfenbeinküste | Bob Neyret                            | Jacques Terramorsi                    | Peugeot 504 Ti                        |
| 1972 1 | 04. Rallye Elfenbeinküste | Kein Team beendete die Rallye         | Kein Team beendete die Rallye         | Kein Team beendete die Rallye         |
| 1973 1 | 05. Rallye Elfenbeinküste | Edgar Herrmann                        | Hans Schüller                         | Datsun 1800 SSS                       |
| 1974 1 | 06. Rallye Elfenbeinküste | Timo Mäkinen                          | Henry Liddon                          | Peugeot 504                           |
| 1975 1 | 07. Rallye Elfenbeinküste | Bernard Consten                       | Gérard Flocon                         | Peugeot 504                           |
| 1976 1 | 08. Rallye Elfenbeinküste | Timo Mäkinen                          | Henry Liddon                          | Peugeot 504 V6 Coupé                  |
| 1977 1 | 09. Rallye Elfenbeinküste | Andrew Cowan                          | Johnstone Syer                        | Mitsubishi Colt Lancer                |
| 1978   | 10. Rallye Elfenbeinküste | Jean-Pierre Nicolas                   | Michel Gamet                          | Peugeot 504 V6 Coupé                  |
| 1979   | 11. Rallye Elfenbeinküste | Hannu Mikkola                         | Arne Hertz                            | Mercedes-Benz 450 SLC                 |
| 1980   | 12. Rallye Elfenbeinküste | Björn Waldegård                       | Hans Thorszelius                      | Mercedes-Benz 500 SLC                 |
| 1981   | 13. Rallye Elfenbeinküste | Timo Salonen                          | Seppo Harjanne                        | Datsun Violet GT                      |
| 1982   | 14. Rallye Elfenbeinküste | Walter Röhrl                          | Christian Geistdörfer                 | Opel Ascona 400                       |
| 1983   | 15. Rallye Elfenbeinküste | Björn Waldegård                       | Hans Thorszelius                      | Toyota Celica TCT                     |
| 1984   | 16. Rallye Elfenbeinküste | Stig Blomqvist                        | Björn Cederberg                       | Audi Sport Quattro                    |
| 1985   | 17. Rallye Elfenbeinküste | Juha Kankkunen                        | Fred Gallagher                        | Toyota Celica TCT                     |
| 1986   | 18. Rallye Elfenbeinküste | Björn Waldegård                       | Fred Gallagher                        | Toyota Celica TCT                     |
| 1987   | 19. Rallye Elfenbeinküste | Kenneth Eriksson                      | Peter Diekmann                        | VW Golf GTI 16V                       |
| 1988   | 20. Rallye Elfenbeinküste | Alain Ambrosino                       | Daniel Le Saux                        | Nissan 200SX                          |
| 1989   | 21. Rallye Elfenbeinküste | Alain Oreille                         | Gilles Thimonier                      | Renault 5 GT Turbo                    |
| 1990   | 22. Rallye Elfenbeinküste | Patrick Tauziac                       | Claude Papin                          | Mitsubishi Galant VR-4                |
| 1991   | 23. Rallye Elfenbeinküste | Kenjirō Shinozuka                     | John Meadows                          | Mitsubishi Galant VR-4                |
| 1992   | 24. Rallye Elfenbeinküste | Kenjirō Shinozuka                     | John Meadows                          | Mitsubishi Galant VR-4                |
| 1993 1 | 25. Rallye Elfenbeinküste | Patrice Servant                       | Thierry Brion                         | Audi Coupé S2                         |
| 1994 1 | 26. Rallye Elfenbeinküste | Patrice Servant                       | Thierry Brion                         | Audi Coupé S2                         |
| 1996 1 | 27. Rallye Elfenbeinküste | Alain Ambrosino                       | Alain Florentin                       | Mitsubishi Lancer Evo III             |
| 1997 1 | 28. Rallye Elfenbeinküste | Alain Ambrosino                       | Alain Florentin                       | Mitsubishi Lancer Evo III             |
| 1998 1 | 29. Rallye Elfenbeinküste | Patrice Servant                       | Thierry Brion                         | Peugeot 106                           |
| 1999 1 | 30. Rallye Elfenbeinküste | Marc Molinié                          | Christian Tribout                     | Toyota Celica 2000 GT                 |
| 2001 1 | 31. Rallye Elfenbeinküste | Bob Colsoul                           | Tom Colsoul                           | Mitsubishi Lancer Evo VI              |
| 2006 1 | 34. Rallye Elfenbeinküste | Patrick Emontspool                    | Alain Robert                          | Subaru Impreza                        |
| 2009 1 | 35. Rallye Elfenbeinküste | Moriféré Soumaoro                     | Philippe Garcia                       | Subaru Impreza                        |
| 2010   | 36. Rallye Elfenbeinküste | Wegen politischen Problemen abgesagt. | Wegen politischen Problemen abgesagt. | Wegen politischen Problemen abgesagt. |
| 2011 1 | 37. Rallye Elfenbeinküste | Moriféré Soumaoro                     | Philippe Garcia                       | Mitsubishi Lancer Evo IX              |
| 2012 1 | 38. Rallye Elfenbeinküste | Moriféré Soumaoro                     | Philippe Garcia                       | Mitsubishi Lancer Evo IX              |
| 2013 1 | 39. Rallye Elfenbeinküste | Bakary Fane                           | Moussa Fane                           | Subaru Impreza                        |
| 2014 1 | 40. Rallye Elfenbeinküste | Gary Chaynes                          | Romain Comas                          | Mitsubishi Lancer Evo IX              |
| 2015 1 | 41. Rallye Elfenbeinküste | Gary Chaynes                          | David Israel                          | Mitsubishi Lancer Evo IX              |
| 2016 1 | 42. Rallye Elfenbeinküste | Gary Chaynes                          | David Israel                          | Mitsubishi Lancer Evo IX              |
| 2017 1 | 43. Rallye Elfenbeinküste | Moriféré Soumaoro                     | Romain Comas                          | Mitsubishi Lancer Evo X               |
| 2018 1 | 44. Rallye Elfenbeinküste | Gary Chaynes                          | Didier Le Borgne                      | Mitsubishi Lancer Evo X               |
| 2019 1 | 45. Rallye Elfenbeinküste | Manvir Singh Baryan                   | Drew Sturrock                         | Škoda Fabia R5                        |
| 2020 1 | 46. Rallye Elfenbeinküste | Gary Chaynes                          | Romain Comas                          | Mitsubishi Lancer Evo X               |
| 2021 1 | 47. Rallye Elfenbeinküste | Gary Chaynes                          | Romain Comas                          | Mitsubishi Lancer Evo X               |

1 kein WM-Status